# Hayle
Hayle (Heyl en cornique) est une ville des Cornouailles, en Angleterre. Elle est située sur la côte nord du comté, sur la baie de St Ives, à l'embouchure du fleuve Hayle. Au moment du recensement de 2011, elle comptait 8 939 habitants.

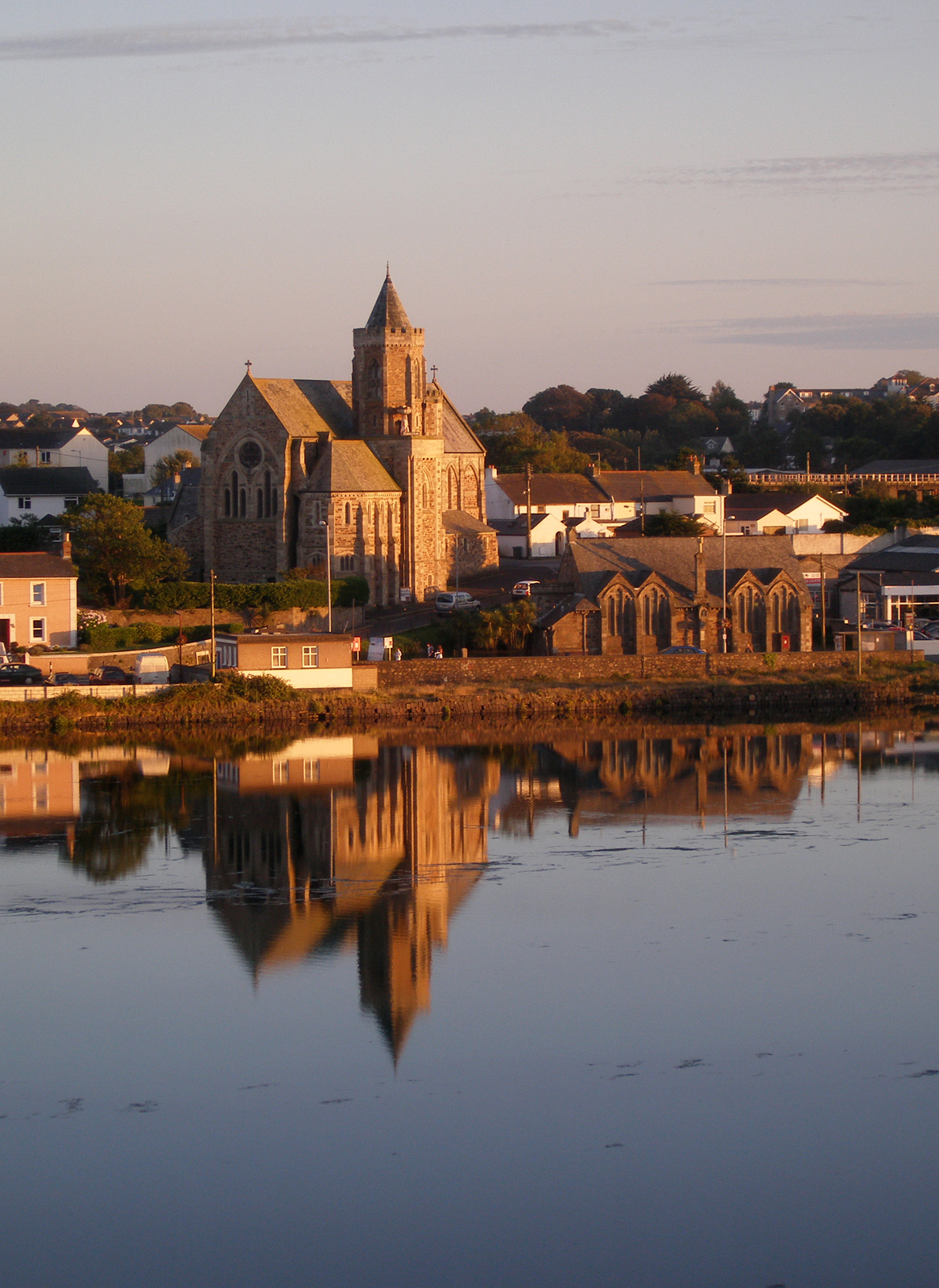
Hayle.

## Personnalités liées à la ville
- Jack Cock (1893-1966), joueur de football international anglais, y est né ;
- Donald Cock (1896-1974), joueur de football anglais, y est né ;
- Sir Terry Frost (1915-2003),  peintre et graveur abstrait anglais, y est mort ;
- Rick Rescorla (1939-2001), militaire, policier et spécialiste de la sécurité américain, y est né.

## Jumelages
- Pordic (France) depuis 1997[2]